# Kitesurf

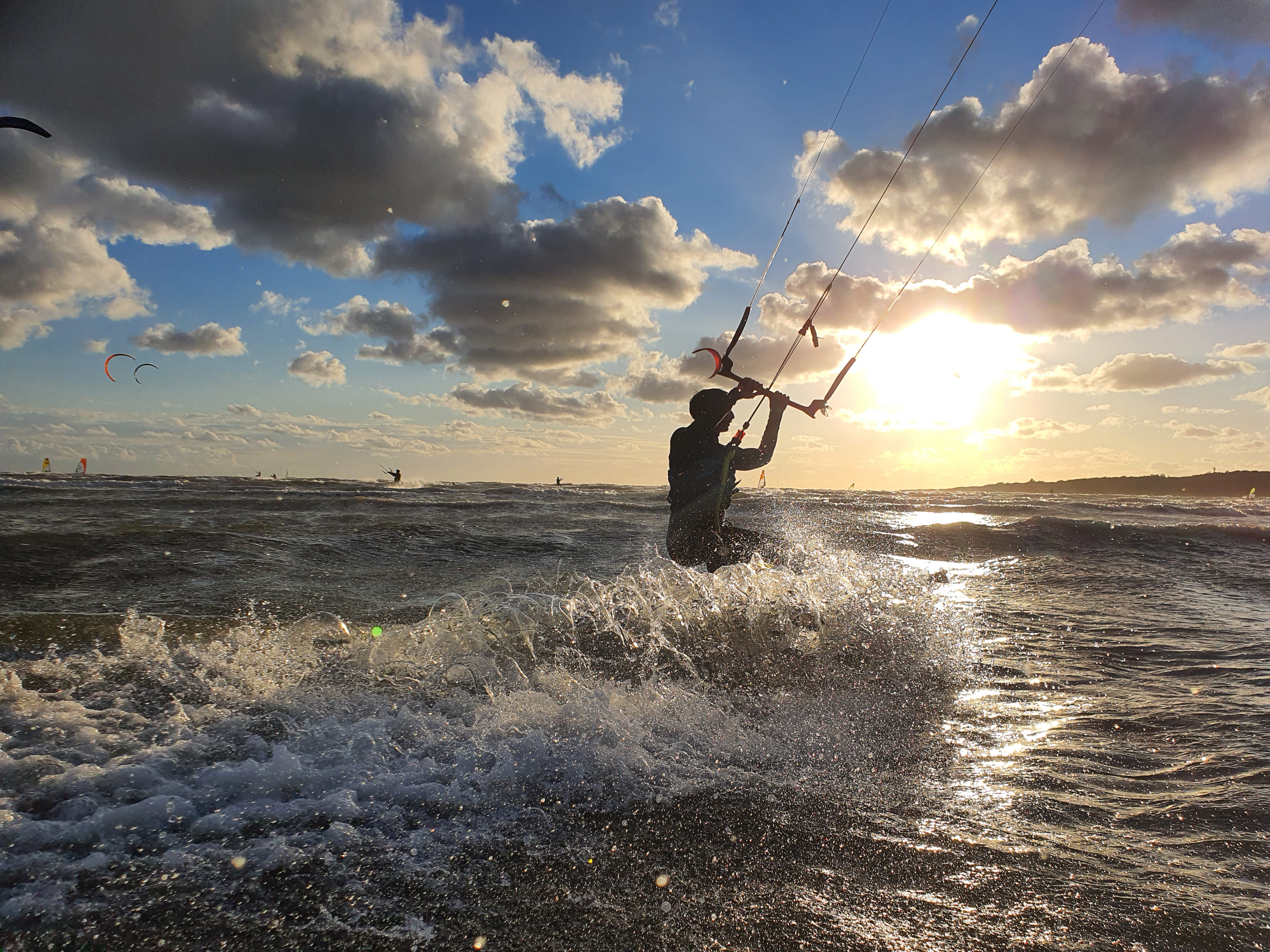
Draksurfing vid Apelvikens strand, södra Varberg.

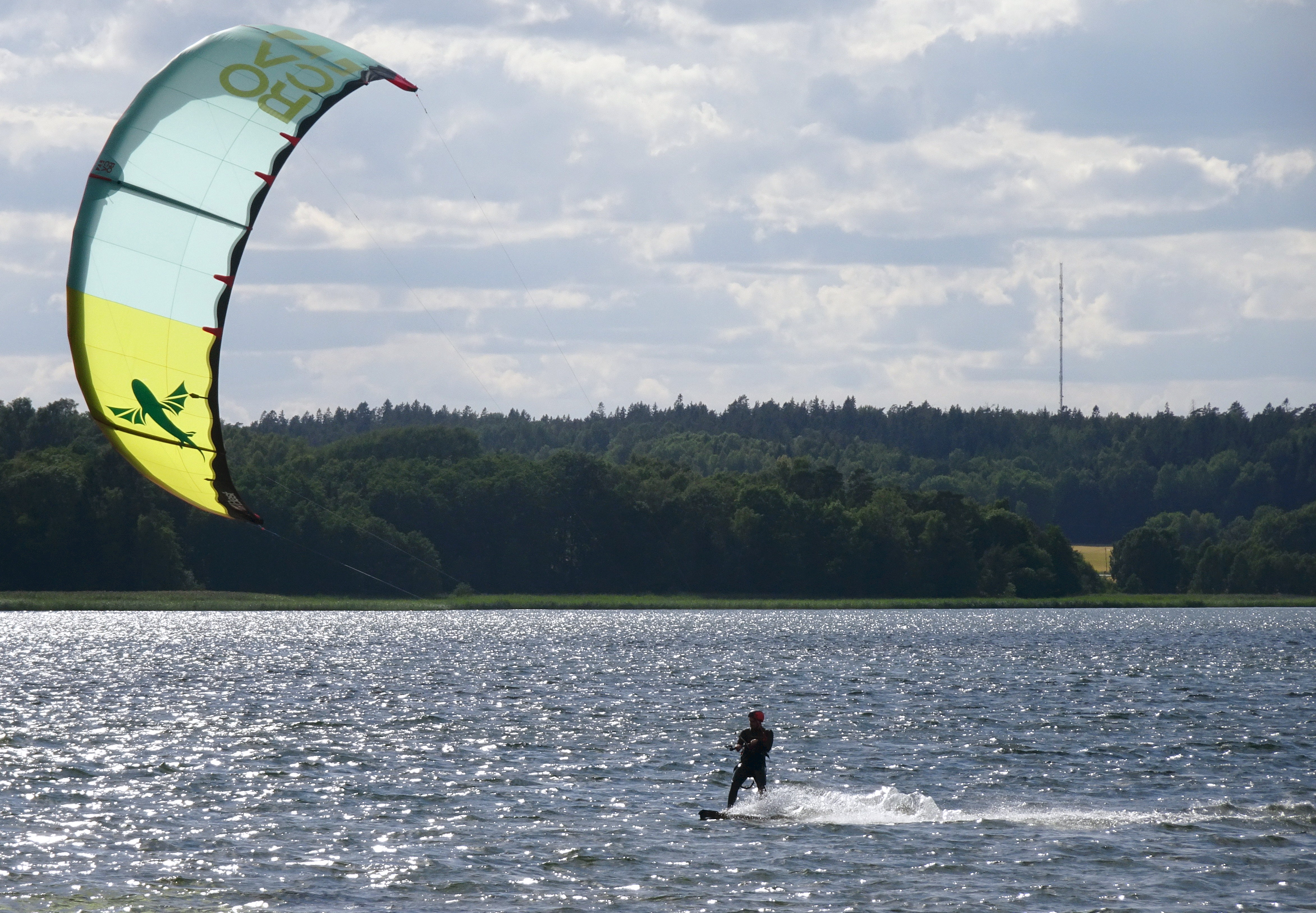
Draksurfing på Brandalsund söder om Södertälje.

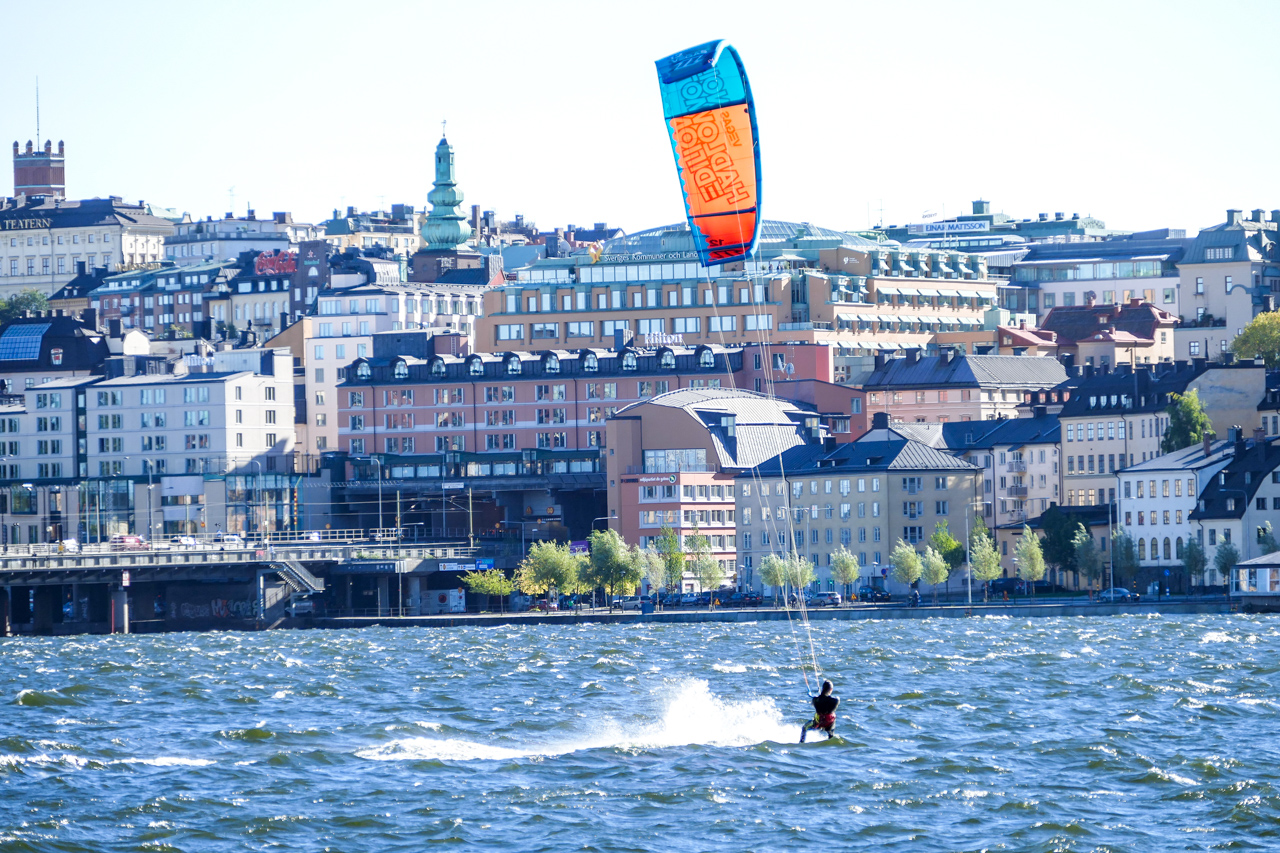
Kitesurfing på Riddarfjärden i Stockholm

Draksurfning (-ing, kitesurfing eller kiteboarding) är en form av segling för en person, stående på bräda, där ekipaget drivs framåt av vinden med hjälp av kraftdrake. Sporten har beskrivits som en kombination av segling och wakeboarding. I Stockholmsområdet har draksurfning i organiserad form utövats sedan första halvan av 00-talet.

## Översikt över draksurfning

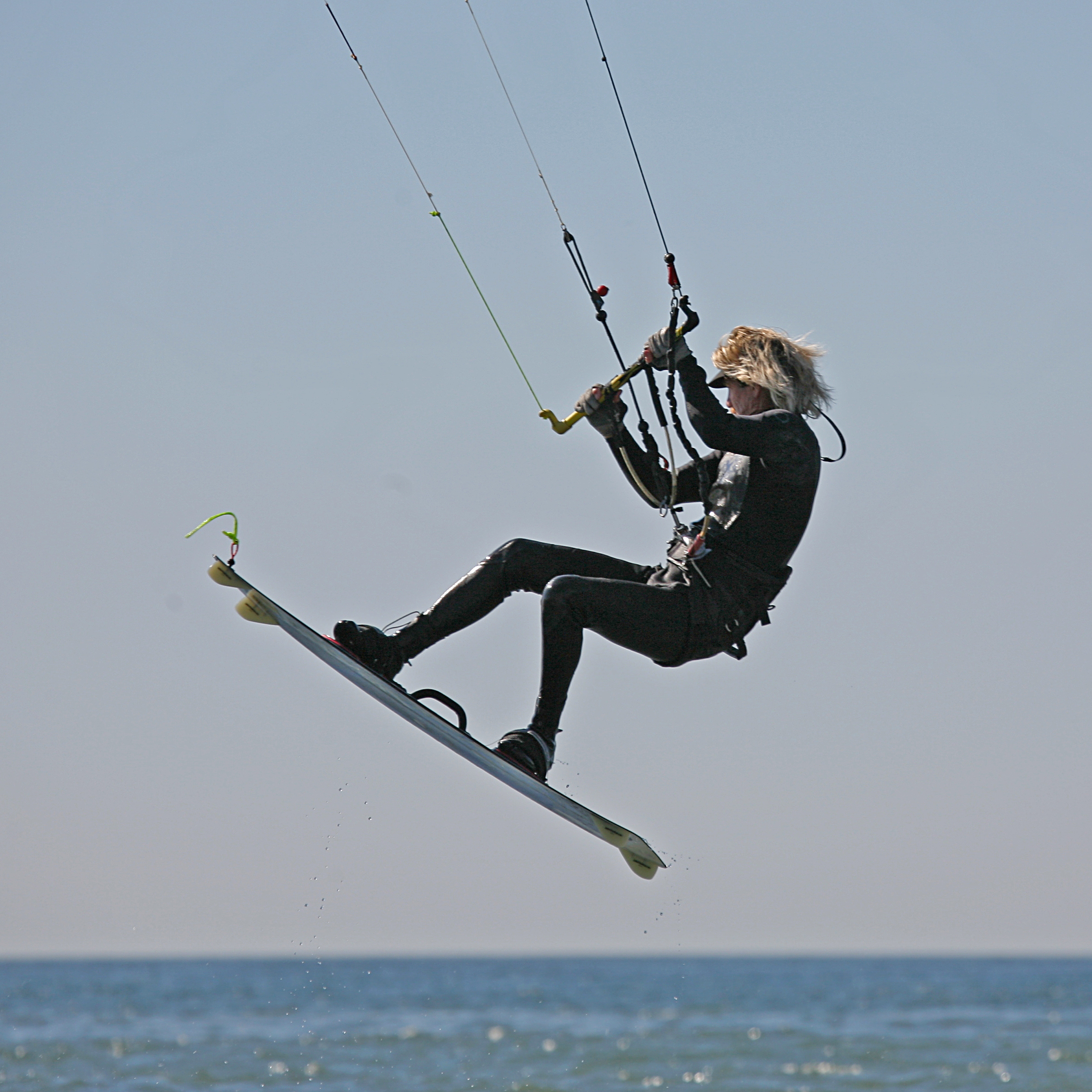
Draksurfning i San Diego i Kalifornien.

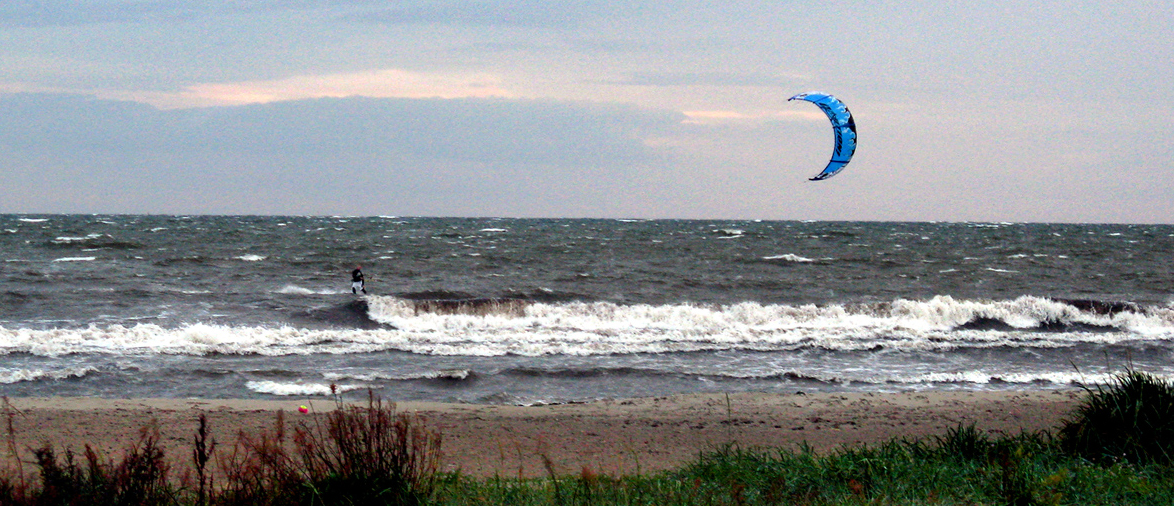
Draksurfare vid småbåtshamnen i Ystad.

Kraftdraken består av en friflygande vinge som kontrolleras med två eller flera linor, oftast 4. Vanligast är att man draksurfar stående på en bräda som på många sätt liknar en wakeboard men med något annorlunda utformning (jämför med surfingbräda, kitesurf). Drakarna finns i olika storlekar som väljs utefter hur mycket det blåser och surfarens vikt. Det finns allt mellan 2 och 21 kvadratmeter stora drakar, och man kan draksurfa året runt i Sverige så länge man använder rätt utrustning.
Teknikutvecklingen har gått snabbt framåt under de cirka 15 år[när?] som kitesurfing existerat i större skala. Tidiga pionjärer var bland andra bröderna Legaignoux, Lou Wainman, Pete Cabrinha och Robbie Naish. De två förstnämnda med bas i Frankrike och de tre senare med bas på Hawaii har med åren också utvecklat sina egna respektive utrustningsmärken. Hung Vu från Kanada bidrog till att popularisera kitesurfing online.  
Snökite (även snowkite, kiteskiing, kitesnowboarding) kallas draksurfning när utövaren står på antingen skidor eller snowboard på öppna fjäll, isbelagda sjöar eller öppna ängar. Även terrainboard, buggyboard och skridskor är möjliga hjälpmedel vid draksurfning. 
Vid draksurfning åker man normalt sett stående på en draksurfningsbräda, med vinden i ryggen. Man kör vanligtvis vinkelrätt mot vindens riktning, och växlar riktning med jämna mellanrum så att man först åker utåt från land med vänsterfoten främst, sedan inåt mot land med högerfoten först. Det bakre benet ska vara lätt böjt och det främre benet rakt. På så sätt lägger man större tyngd på det bakre samtidigt som framkanten av brädan pekar lite uppåt för att skära bättre genom vågorna. Man kör samtidigt med brädan vinklad så att man skär med hälsidan i vattnet och tårna vinklade uppåt, precis som på en snowboard. Man kan dock även köra på tårna, och hälarna vinklade uppåt. Detta är dock inte alls lika naturligt för en nybörjare eftersom draken då i princip hamnar bakom ryggen.
En typ av bräda som ökar i popularitet är foil-board. Det är en kitebräda försedd med en hydroplan-vinge monterad på en cirka en meter lång mast under brädan. Dessa brädor ger möjlighet till extrema prestanda i höjdtagning och deras mycket låga vattenmotstånd gör att höga farter kan uppnås trots lätta vindar. En skicklig åkare med en foilboard + en racefoilkite kan utan problem nå 15-20 knops fart på halvvind trots en vindstyrka på bara 3-4 m/s.

### Att ta höjd
I varje skär försöker man vanligtvis röra sig lite upp mot vinden; detta kallas att man tar höjd. Man kan jämföra det med en segelbåt som kryssar fram och tillbaka för att få en nettorörelse i motsatt riktning mot vinden. Att ta höjd är ibland ett problem för nybörjare, som då istället måste köra in till land och gå tillbaka till startpunkten.
Man tar vanligtvis höjd för att kunna göra olika typer av trick. Vid de flesta typerna av trick rör man sig nämligen lite medvinds, det vill säga man tappar höjd; denna tappade höjd måste sedan hämtas igen genom att ta ny höjd (om man vill kunna ta sig tillbaka till startpunkten).

### Att hoppa
En duktig draksurfare kan göra höga och långa hopp även på en helt platt sjö utan vågor. Detta görs genom att åka åt ena hållet med kiten i cirka 45 graders vinkel (dragläge) och kanta med kitebrädan för att spänna linorna maximalt, för att sedan snabbt svänga upp kiten lite förbi zenit (=rakt upp), så att kraften i färdriktningen istället riktas uppåt och blir lyftkraft och släppa kantningen med brädan och skjuta ifrån med benen vilket genererar ett hopp. Vid önskad landning förs kiten åter fram till dragläget och lyftkraften ersätts successivt med kraft i färdriktningen så att landningen blir mjuk. Det går också att göra mindre hopp på samma sätt som med en wakeboard - genom att bara använda kantningen av brädan och skjuta ifrån mot en våg, medan kiten behålls i dragläget.

## Kitesurfing i Sverige
Kitesurfing började så smått etablera sig i Sverige runt 1999–2001. Dem första utövarna var Mårten Björnsson, Marcel Grobin och Roger Örnvang. Det fanns ett fåtal utövare innan dess, men det dröjde till ungefär år 2000 tills man kunde räkna utövarna i Sverige i 10-tal istället för ental. I dagsläget är det en mycket utbredd sport/hobby över hela landet. De bästa förutsättningarna för kitesurfing på vatten finns i södra Sverige, västkusten, Gotland och Öland. Även på ostkusten finns en del kända platser såsom Torö utanför Nynäshamn, Dalarö utanför Stockholm, Hölick utanför Hudiksvall och Hällan utanför Luleå. 
För snowkite, kitesurfing på snö, är de svenska fjällen helt fantastiska. Även jämförelsevis små berg med begränsad fallhöjd, såsom Sälen-fjällen, erbjuder snowkiting i världsklass. I princip finns det fantastisk snowkiting i Sveriges alla fjälltrakter ovanför trädgränsen. Sälen, Åre, Grövelsjön, Riksgränsen med flera har både skolverksamhet och återkommande snowkite-events varje säsong.

### Milstolpar i Svensk kitesurfing

#### Första SM i kitesurfing - 2002
Den första SM-tävlingen (dock inofficiell i och med att det inte fanns något förbund) hölls 2002 i Skanör. Nivån var, med dagens mått, rejält skral. Vinnare blev Christian Dittrich.
Robby Naish, Julie Prochaska (numera Gilbert) och Chris Gilbert var även där för att promota sporten i Sverige. Deras åkning imponerade stort och troligtvis var det många av dem som var där som minns deras uppvisning.

#### Svenska kiteförbundet (SvKF) - 2012
Trots ett växande antal utövare fanns det inte ett riktigt förbund förrän september 2012 då Svenska kiteförbundet (SvKF) startades. Ett antal klubbar runt om i Sverige hade tidigare skött sina lokala åtaganden med varierande framgång. Vissa klubbar, bland andra Stockholm Kiteboard, hade varit tämligen framgångsrika med att förhandla med myndigheter och markägare i sitt närområde under många års tid medan många andra områden i Sverige inte haft samma möjlighet att organisera sig.
SvKF jobbar för att skapa förutsättningar för ett nätverk av kiteklubbar inom Sverige och främja kompetensutveckling genom att stödja utbildningar inom kitesurfing och snökiting.

#### Första gången sträckan Torö till Gotland kitesurfades - 2014
Ett svenskt rekord sattes den 22 augusti 2014 av Kaj Kjellgren och Lars Ahlstedt när de kitesurfade från Torö (utanför Nynäshamn) till Lickershamn på Gotland. Det som gjorde rekordet extra anmärkningsvärt var att det skedde helt utan följebåt. Det gör även att Kjellgren och Ahlstedt med största sannolikhet tillhör en extremt liten skara personer som kitesurfat helt autonomt 30 nautiska mil från närmaste land utan följebåt.
De startade kl 09:00 från Torö och klev iland på Gotland kl 15:37 inför en pressfotograf och en grupp peppande vänner. Den totala seglade distansen var 73,2 nautiska mil. Ett antal tidningar och seglingsforum/webbsidor rapporterade om bragden. De klippte även ihop en film med material från resan som finns på YouTube.

## Drakmodeller
Det finns 2 grundläggande typer av surfdrake: tube och foil. En tube-drake (även kallad LEI, förkortning av engelskans Leading Edge Inflatable) består av uppblåsbara tuber ("struttar", efter engelskans strut = stag) som ger draken dess form. En foilkite (foildrake) består av dubbla tyg med inbyggda kanaler som luftfylls av vinden och ger den dess form (denna typ av drake liknar den som används vid fallskärmshoppning). Båda drakmodellerna har utvecklats avsevärt de senaste åren, där man framför allt kan lyfta fram säkerhetssystem och depower-möjlighet (möjlighet att trimma hur mycket kraft som draken ska utveckla). Detta har gjort draksurfning till en mycket bredare sport.
Tube-drakar har blivit den vanligaste typen, och har bland annat fördelen att de är betydligt billigare att utveckla och tillverka. Foil-drakar har dock blivit totalt dominerande inom kiteracing, det vill säga bansegling med kites. Deras överlägsna prestanda bland annat när det gäller att ta höjd och generera skenbar vind gör att dagens LEI-kites i princip är chanslösa vid racing.

### Varianter av tube-drakar (LEI)

#### C-drake
Styr- och kraftlinor fästs direkt i kitens vingspets. C-draken har en tydlig C-form. Detta är en stabil drakmodell som har ett relativt smalt vindområde. Bra för freestyle, urkrokad åkning och kiteloops. 

#### BOW
Bow kites har bra depower och mycket lyft. Ofta 5 struttar, exempelvis Core XR.

#### Delta
Delta får sitt namn efter triangelformen som bildas när man lägger ut kiten plant på marken. Bra för nybörjare, mycket lyft och bra relaunch. 

#### Hybrid
Styrlinorna fästs i vingspetsen, medan kraftlinorna fästs en bit upp på LE. En modell med lite mer depower än C-draken.

### Varianter av foil-drake

#### Closed cell
Denna variant har stängda celler, med vanligtvis två eller fler ventiler som släpper in luft i kiten. Denna modell kan användas vid draksurfning (i vatten). Closed cell kan sedan delas in i två subkategorier: Arc och Bridlefoil. En bridlefoil behåller sin vingprofil med hjälp av tunna linor likt en klassisk fallskärm. Styrlinor och kraftlinor kopplas sedan till dessa tunna linor som har samlingsnamnet bridle. En arc har en styv stav i vingspetsen, medan styrlinor och kraftlinor kopplas i stavens ändar. De bridlade foilarna med stängda celler går att bygga med extremt högt sidoförhållande vilket ger mycket hög prestanda vid racing. Racekites har typiskt ett sidoförhållande (A.R.) över 7.0.

#### Open cell
Denna modell har helt öppna celler i framkanten av draken och lämpar sig bäst för snödraksurfning eller landbaserad draksurfning (exempelvis via buggy). De är mindre lämpliga för användning på vatten (draksurfning) eftersom cellerna riskerar att vattenfyllas om draken hamnar i vattnet; draken blir då mycket svår att få upp i luften igen.